# Eupithecia eximia
Eupithecia eximia es una especie de polilla de la familia Geometridae. La especie fue descrita por primera vez por András Mátyás Vojnits habiendo sido descrita en 1978, con distribución en China, especialmente la provincia de Yunnan. El holotipo de la especie fue descrita en el sector A-tun-tse, al norte de Yunnan y a una altitud de 4500 metros (14 763,8 pies).